# モーターシティ・マシンガンズ

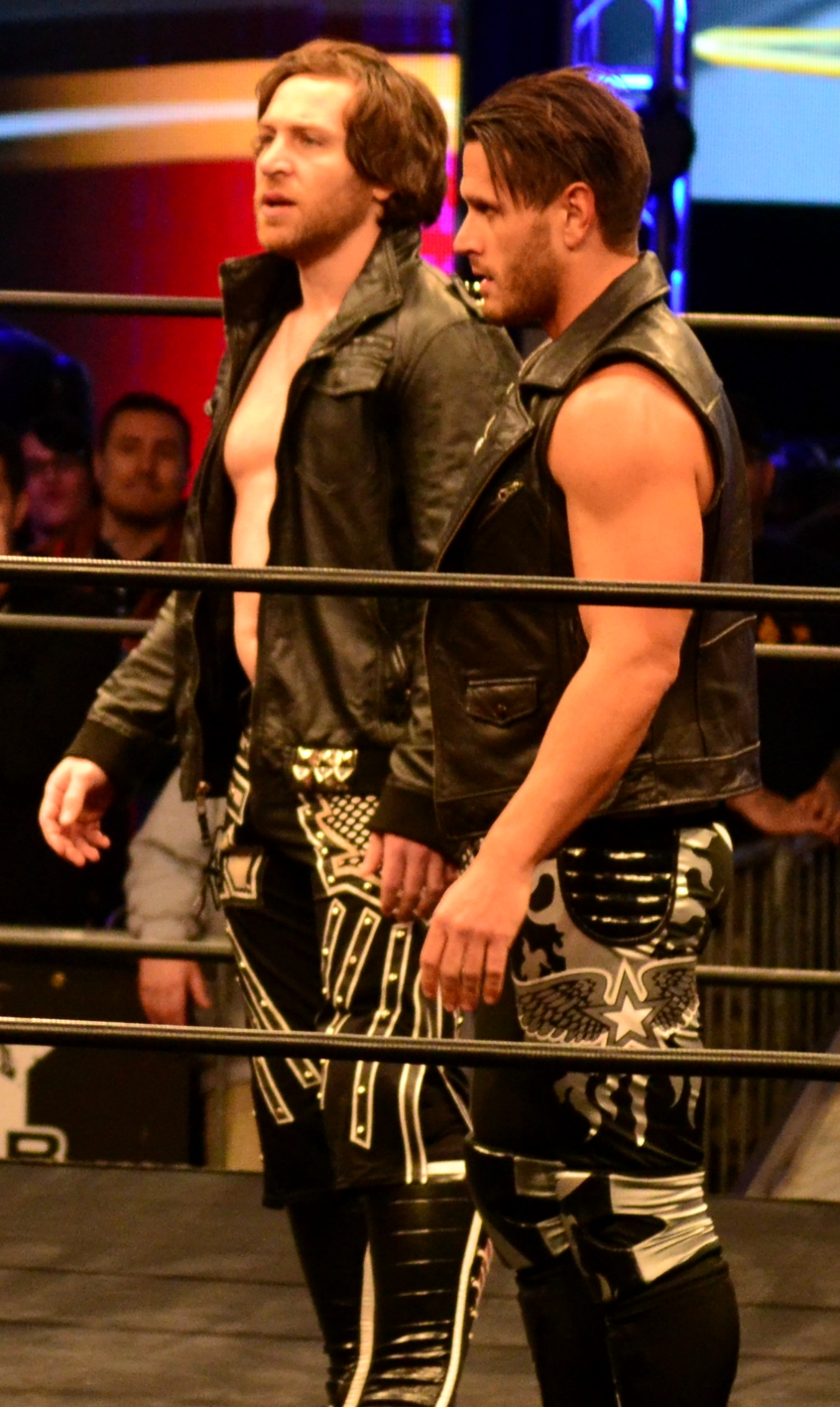
モーターシティ・マシンガンズ'クリス・セイビンとアレックス・シェリー

モーターシティ・マシンガンズ（Motor City Machine Guns）は、アメリカ合衆国のプロレスラー、クリス・セイビンとアレックス・シェリーのタッグチーム。 略称はMCMG。両者とも「モーターシティ」ことミシガン州デトロイト出身であることから、このチーム名が付けられた。WWEスマックダウン所属。

## 来歴
2025年2月、ロイヤルランブル大会でDIYとの3本勝負に敗れ、WWEタッグ王座の獲得に失敗した。

## 合体技

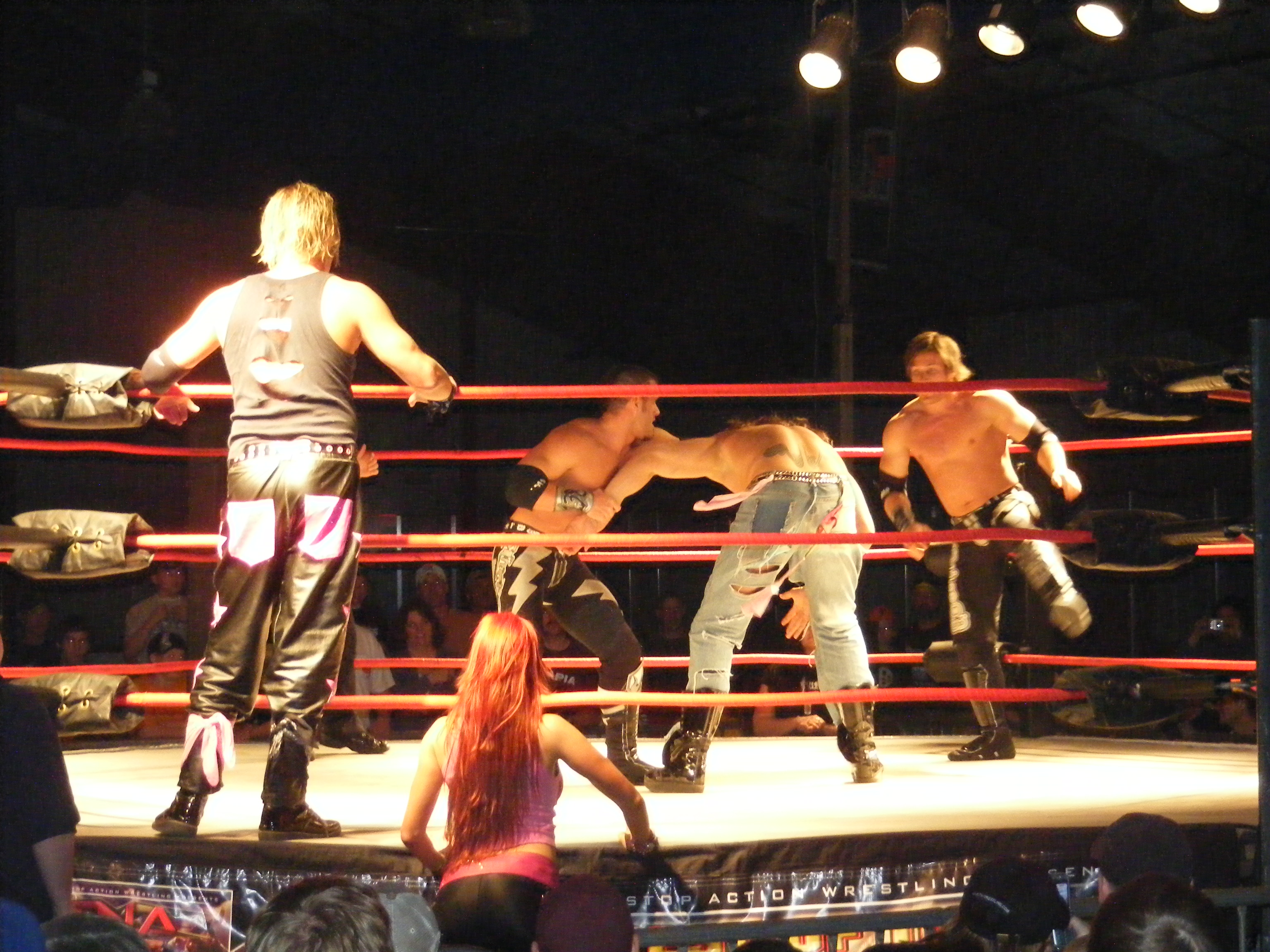
モーターシティ・マシンガンズASCS Rush

ザ・ダートボム
相手の両サイドから太ももを掴んで担ぎ上げ、首後ろに手を回して前方回転させながらセイビンは開脚式、シェリーは横捻りで倒れ込んで後頭部から叩きつける新合体技。技名はデトロイト出身のバンド名に由来。
メイド・イン・デトロイト
シェリーのスライス・ブレッド#2とセイビンのシットダウン式パワーボムを同時に繰り出す。
サンダー・エクスプレス
クリス・セイビンとの合体技。セイビンがコンプリートダストの体勢で相手をマットに叩き付けるのを見計らいながら、シェリーがダイヤモンド・カッターを仕掛ける。
ASCSラッシュ
クリス・セイビンとの連携技。シェリーのスーパー・キックとセイビンの延髄斬りを同時に繰り出す。
ブレット・ポイント
クリス・セイビンとの連携技。
コーナーに逆さ吊りにした相手に、シェリーのベースボール・スライド（スライディング式ドロップキック）とセイビンのヘジテーション（超滞空ドロップキック）を同時に繰り出す。

## タイトル歴
WWE
- WWEタッグチーム王座

インパクト・レスリング
- インパクト・タッグ王座

TNA

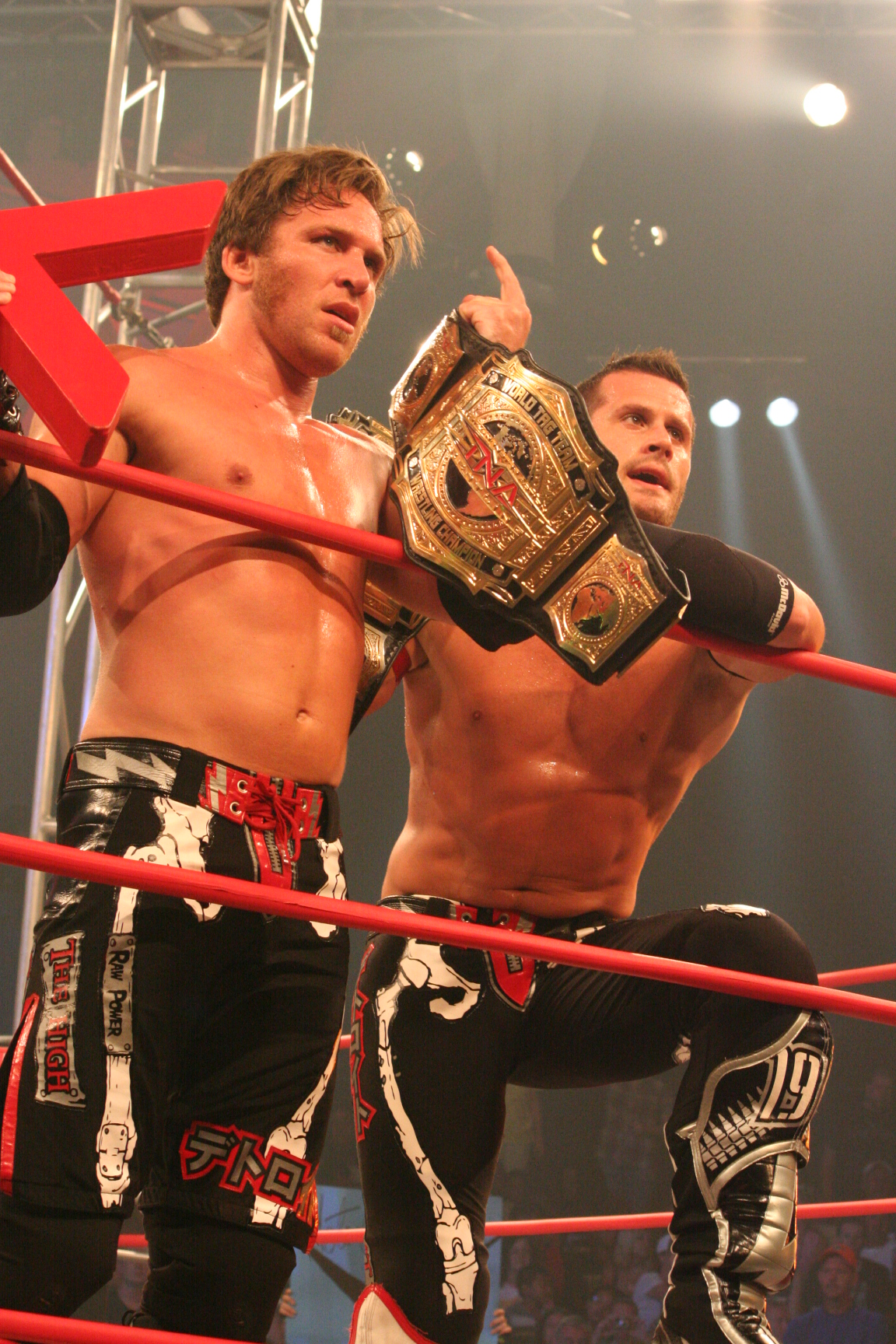
TNA世界タッグ王座タッグ王者時代

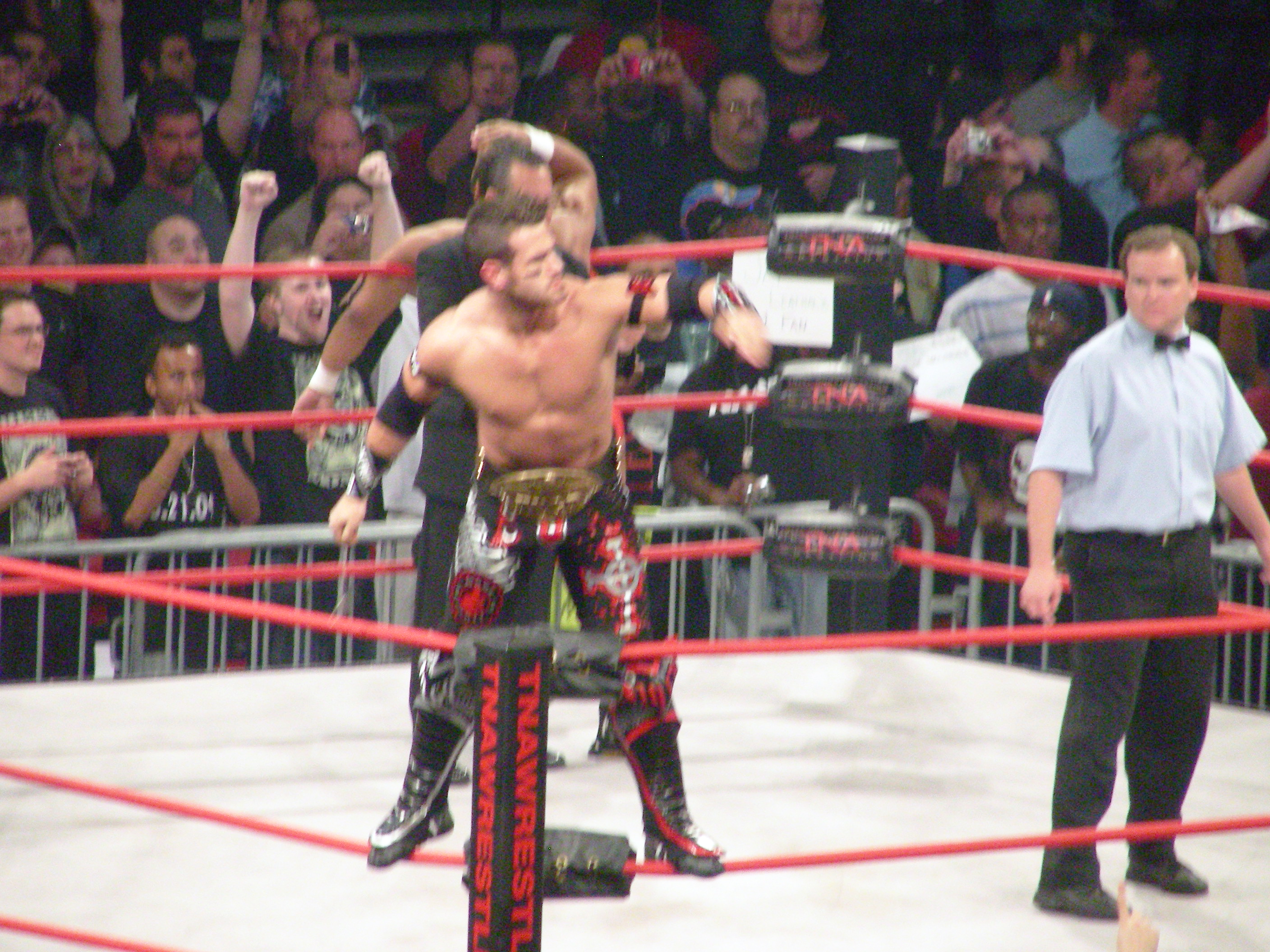
IWGPジュニアタッグ王座タッグ王座時代

- TNA Xディヴィジョン王座（第27代、第37代）
- TNA世界タッグ王座
- ワールドXカップ 優勝（2006年）

NWA
- NWAミッドウエスト・Xディビジョン王座（第7代）

CMLL
- インターナショナル・グランプリ 優勝（2008年）

ROH
- ROH世界タッグ王座（第49代）

全日本プロレス
- ジュニアヘビー級リーグ戦 優勝（2007年）

新日本プロレス
- IWGPジュニアタッグ王座（第23代）
- STRONG無差別級タッグ王座（第2代）

ZERO1
- NWAインターナショナルライトタッグ王座（第6代）